# Federația de Fotbal a Samoei Americane
Federația de Fotbal a Samoei Americane este forul conducător oficial al fotbalului în Samoa Americană. Este afiliată la FIFA și la OFC din 1998. Se ocupă cu organizarea echipei naționale și a campionatului intern.